# ウーゴ・ダ・シウヴァ・アウカンタラ
ウーゴ・ダ・シウヴァ・アウカンタラ（ポルトガル語: Hugo da Silva Alcântara、1979年7月28日 - ）は、ブラジル・マットグロッソ州クイアバ出身の元サッカー選手。ポジションはDF。かつて所属したモンテディオ山形での登録名は「ウーゴ (Hugo) 」。主にポルトガルや東欧で活躍した長身センターバック。

## 経歴
ブラジルの複数のチームでプレーした後、2001年よりポルトガルのヴィトーリアFCへ移籍。ヴィトーリアFCに在籍した4年間でリーグ100試合出場を果たした。所属2年目の2002-03シーズンに2部降格の憂き目に遭うが、1年での1部復帰に貢献、昇格直後の2004-05シーズンにはポルトガルカップを制し、チームにおよそ40年ぶりのタイトルをもたらした。
CFRクルジュ時代にはUEFAチャンピオンズリーグにも出場した。2011年にモンテディオ山形へ加入するも、同年4月10日に「家庭の事情」による退団が発表された。
翌日11日には母国のアトレチコ・パラナエンセに所属するが、ここでも1試合も出場することなく、7月11日にポルトガルのUDレイリアへ加入。

## 所属クラブ
- ミストEC 2001
- ヴィトーリアFC 2001-2005
- アカデミカ・コインブラ 2005-2006
- レギア・ワルシャワ 2006-2007
- CFベレネンセス 2007-2008
- CFRクルジュ 2008-2010
- モンテディオ山形 2011
- アトレチコ・パラナエンセ 2011
- UDレイリア 2011-2012
- グレミオ・エスポルチーヴォ・オザスコ 2013

## 個人成績
| 国内大会個人成績 | 国内大会個人成績 | 国内大会個人成績 | 国内大会個人成績 | 国内大会個人成績 | 国内大会個人成績 | 国内大会個人成績 | 国内大会個人成績  | 国内大会個人成績 | 国内大会個人成績 | 国内大会個人成績 | 国内大会個人成績 |
| 年度             | クラブ           | 背番号           | リーグ           | リーグ戦         | リーグ戦         | リーグ杯         | リーグ杯          | オープン杯       | オープン杯       | 期間通算         | 期間通算         |
| 年度             | クラブ           | 背番号           | リーグ           | 出場             | 得点             | 出場             | 得点              | 出場             | 得点             | 出場             | 得点             |
| 日本             | 日本             | 日本             | 日本             | リーグ戦         | リーグ戦         | リーグ杯         | リーグ杯          | 天皇杯           | 天皇杯           | 期間通算         | 期間通算         |
| ---------------- | ---------------- | ---------------- | ---------------- | ---------------- | ---------------- | ---------------- | ----------------- | ---------------- | ---------------- | ---------------- | ---------------- |
| 2011             | 山形             | 15               | J1               | 0                | 0                | 0                | 0                 |                  |                  |                  |                  |
| 通算             | 日本             | 日本             | J1               | 0                | 0                | 0                | 0\|\|\|\|\|\|\|\| |                  |                  |                  |                  |
| 総通算           | 総通算           | 総通算           | 総通算           | 0                | 0                | 0                | 0\|\|\|\|\|\|\|\| |                  |                  |                  |                  |

## タイトル
ヴィトーリアFC
- タッサ・デ・ポルトガル：1回（2004-05）

CFRクルジュ
- リーガ1：1回（2009-10）
- ルーマニアカップ：2回（2008-09、2009-10）
- ルーマニア・スーパーカップ：2回（2009、2010）